# Callionymus schaapii
Callionymus schaapii är en fiskart som beskrevs av Pieter Bleeker 1852. Callionymus schaapii ingår i släktet Callionymus och familjen sjökocksfiskar. Inga underarter finns listade.